# Římskokatolická farnost Bošovice
Římskokatolická farnost Bošovice je územní společenství římských katolíků s farním kostelem svatého Stanislava ve slavkovském děkanství. Do farnosti patří obec Bošovice.

## Historie farnosti
Kostel svatého Stanislava je dominantou obce Bošovice. Na dnešním místě byla v letech 1566 – 1620 postavena hlavní loď kostela. Hlavní loď v sobě skrývá zbytky gotiky. Koncem 18. století byla k lodi přistavěna kaple s oltářem sv. Izidora Vendelína – patrona rolníků. Věž kostela a kůr byly přistavěny v roce 1851.  V letech 1996–2005 proběhla generální oprava kostela.

## Duchovní správci
Administrátorem excurrendo je od 1. srpna 2001 R. D. Pavel Buchta z Otnic.

## Bohoslužby
| Kostel                    | Místo    | Bohoslužba (den) | Hodina                                     | Poznámka     |
| ------------------------- | -------- | ---------------- | ------------------------------------------ | ------------ |
| kostel svatého Stanislava | Bošovice | neděle, čtvrtek  | 8.00 17.00 (zimní čas) / 18.00 (letní čas) | Farní kostel |

## Aktivity ve farnosti
Každý poslední týden v měsíci se pro farnosti Bošovice a Otnice koná FANDO – Farní Aktivní Nedělní Den v Otnicích. V letech 2013-2015 se podařilo uskutečnit generální opravu varhan.
Na 6. duben připadá Den vzájemných modliteb farností za bohoslovce a bohoslovců za farnosti brněnské diecéze. Adorační den se koná nejbližší neděli po 2. dubnu.
Ve farnosti se pravidelně pořádá tříkrálová sbírka. V roce 2016 se při sbírce vybralo 37 362 korun, o rok později 35 842 korun. 
Farnost se účastní projektu Noc kostelů. V roce 2018 bylo součástí programu mj. prohlídka kostela, věže, zvonů i bývalé fary a přednášky o barvách v liturgii a mešních vínech.